# 영국의 법무장관

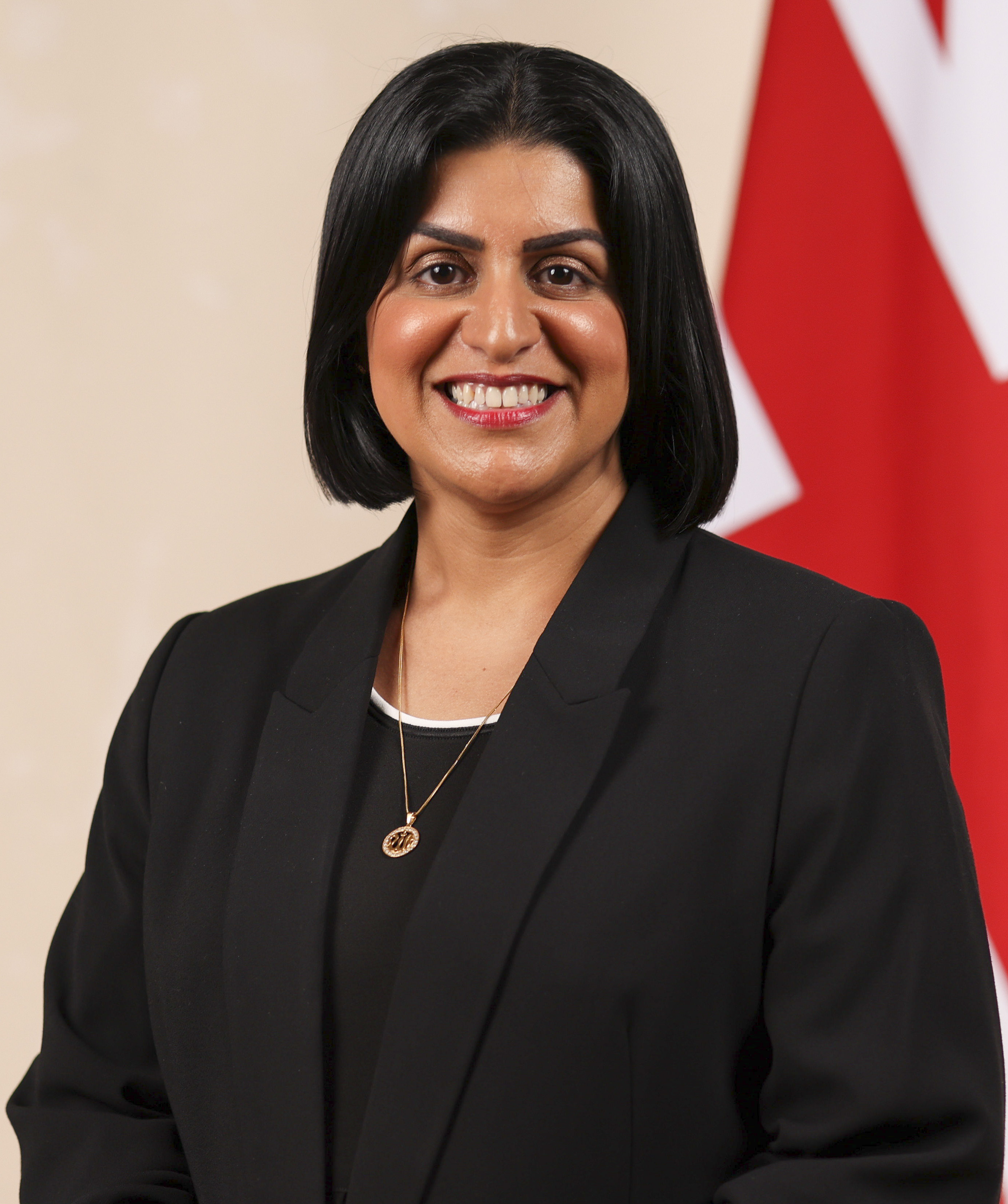
현직 법무장관 샤바나 마흐무드
(2024년 7월 5일 취임)

영국 법무장관(Lord Chancellor)은 중세이래 사법부의 1인자였다. 영국 대법원장인 영국 최고법관이 사법부의 2인자가 되어 영국의 사법부를 지휘했다.
수백년간 로드 챈슬러가 영국의 상원의장 겸 대법원장이었는데, 2005년 헌법개혁법을 제정해 로드 챈슬러는 상원의장 겸 신설 법무장관이 되었다. 2인자인 로드 치프 저스티스가 영국 대법원장이 되었다.
영국 법무장관은 영국 대법관을 겸한다.

## 법무장관
영국 법무장관 밑에 영국 대법원장과 영국 검찰총장이 있다. 프랑스 법무장관 밑에 프랑스 대법원장과 프랑스 검찰총장이 있다.
반면에 미국 법무장관은 미국 검찰총장을 겸직한다. 미국 대법원장은 미국 법무장관 보다 위에 있어서 대통령과 대등한 지위로 인정받는다.
그런데 대한민국의 법무부 장관은 아래에 대한민국의 검찰총장과 대한민국의 대법원장을 두고 있지도 않는데, 미국처럼 법무장관이 검찰총장을 겸직하고 있지도 않다.

## 같이 보기
- 영국 대법원장
- 영국 상원의장